# Tommy Karlsson (żużlowiec)
Tommy Karlsson – szwedzki żużlowiec.
Złoty medalista młodzieżowych indywidualnych mistrzostw Szwecji (Gislaved 1976). Brązowy medalista drużynowych mistrzostw Szwecji (1980). 
Reprezentant Szwecji na arenie międzynarodowej. Dwukrotny uczestnik eliminacji indywidualnych mistrzostw świata.
W lidze szwedzkiej reprezentował barwy klubu Lejonen Gislaved (1975–1980).